# Отдел „Организационен“ при ЦК на БКП
Отделът „Организационен“ при ЦК на БКП, до 27 декември 1948 г. БРП (к.), е помощен орган на ЦК на БКП, един от основните отдели в неговия апарат.
Главен ръководител на отдела е Секретарят на Централния комитет на БКП отговарящ за организационните въпроси на когото е подчинен завеждащ отдела – главно административна длъжност съществуваща в отделни периоди, като през 1977 – 1986 г. Секретарят на Централния комитет на БКП е и завеждащ отдел, а през 1987 – 1990 г. завеждащ отдел не съществува тъй като длъжността е обединена с тази на секретарят.
Независимо от промените в наименованието му, функциите и задачите през целия период са относително постоянни. Той ръководи организационната дейност на широка мрежа партийни организации; следи за регулирането на състава на партията; за подготовката и разпределянето на кадрите; наблюдава работата на масовите организации и организира и води отчета на статистиката на комунистите и на ръководните партийни, държавни и стопански кадри.

## Наименования
- Отдел „Организационен“ при ЦК на БРП (к.) (1948) – 9 септември 1944 до 1 септември 1948 г.
- Отдел „Организационно-инструкторски“ при ЦК на БКП  – 1 септември 1948 до 3 ноември 1949 г.
- Отдел „Партийни, профсъюзни и младежки органи“ (ППМО) при ЦК на БКП – 3 ноември 1949 до септември 1957 г.
- Отдел „Партийни и младежки органи“ (ПМО) при ЦК на БКП  – септември 1957 до 4 юни 1963 г.
- Отдел „Организационен“ при ЦК на БКП  – 4 юни 1963 до 4 февруари 1990 г.

## Секретари на Централния комитет на БКП ръководещи и отговарящи за отдел „Организационен“ 1963 – 1990
- Борис Велчев – 4 юни 1963 – 25 януари 1977 г.
- Георги Атанасов – 25 януари 1977 – 24 март 1986 г.
- Чудомир Александров – 27 март 1986 – 19 юли 1988 г.
- Йордан Йотов – 19 юли 1988 – 13 декември 1988 г.
- Димитър Стоянов – 13 декември 1988 – 16 ноември 1989 г.
- Андрей Луканов – 16 ноември 1989 – 4 февруари 1990 г.

## Завеждащи отдела
- Борис Велчев
- Ангел Тодоров
- Димитър Димов (1946 – 1947)
- Апостол Колчев (до 1951)
- Надя Живкова (до 3 март 1964)
- Съботин Генов (1969 – 1973)
- Димитър Димитров (1973 – ?)
- Георги Атанасов(1977 – 1986)
- Атанас Константинов –(1986 – 1987)
- От 1987 до 1990 г. Отдел „Организационен“ няма завеждащ отдел а тази длъжност се изпълнява от Секретаря на Централния комитет на БКП по организационните въпроси